# Standbeeld van Peter de Grote

Het Standbeeld van Peter de Grote is een monument ter ere van Peter I van Rusland (1672-1725) in Moskou op de samenvloeiing van de Moskva en het Vodootvodnykanaal.
Het monument werd ontworpen door de Rus van Georgische afkomst  Zoerab Tsereteli. Het bestaat uit enkele opeengestapelde schepen, met op het bovenste een standbeeld van Peter de Grote.
De totale hoogte bedraagt 98 meter.  Het monument werd opgericht ter gelegenheid van de driehonderdste verjaardag van de Russische zeemacht en werd opgeleverd in 1997.